# Strategia (teoria gier)
Strategia – plan działania gracza opisujący jego zachowanie w każdej możliwej sytuacji. Strategia w pełni określa akcję (ruch), którą gracz podejmie w danej sytuacji, na każdym etapie gry, dla każdej możliwej historii prowadzącej do tej sytuacji.
Pojęcia strategii nie należy mylić z pojęciem ruchu. Ruch jest specyficzną akcją jaką gracz podejmuje w danej sytuacji; na przykład ruchem jest postawienie krzyżyka w środkowym kwadracie planszy w grze w kółko i krzyżyk. Dla odróżnienia, strategia określa akcję nie w jednej konkretnej sytuacji, lecz we wszystkich możliwych sytuacjach. Strategię można więc interpretować jako algorytm: znając strategię gracza, podczas jego nieobecności można wykonać za niego ruch w dowolnej sytuacji, niezależnie od poprzednich ruchów jego przeciwników. Strategia jest pojęciem bardziej skomplikowanym niż ruch, podczas gdy w grze w kółko i krzyżyk gracz ma w każdej sytuacji do wykonania nie więcej niż kilka możliwych ruchów, w grze tej obaj gracze mają setki tysięcy możliwych strategii.
Profil strategii to zbiór zawierający jako elementy strategie, po jednej dla każdego gracza. Profil strategii pozwala wyznaczyć ruch każdego gracza w każdej sytuacji, a zatem w pełni określa całkowity przebieg gry.

## Rodzaje strategii
Wyróżniamy kilka rodzajów strategii, w zależności od ich własności:
- Strategia czysta, która w każdej sytuacji deterministycznie wyznacza ruch wykonany przez gracza.
- Strategia mieszana, jeżeli w jakiejkolwiek sytuacji gracz decyzję jaki ruch wykonać podejmuje losowo. Strategia mieszana zdefiniowana jest przy pomocy rozkładu prawdopodobieństwa na zbiorze strategii czystych. Definicja ta odzwierciedla fakt, że zamiast wybierać konkretny ruch na pewno gracz może preferować w pewnych sytuacjach aby wybrać swój ruch losowo.
- Strategia dominująca
- Strategia zdominowana

## Przykłady strategii
Przykładem strategii w grze w iterowany dylemat więźnia jest strategia wet za wet.